# The Voyage
The Voyage in Holiday World (Santa Claus, Indiana, USA) ist eine Holzachterbahn von The Gravity Group, die am 6. Mai 2006 eröffnet wurde.
Sie ist eine Hybrid-Holzachterbahn, bestehend aus einer Stahlstruktur mit Holzschienen. Sie hat einen 48,5 m hohen Lifthill, gefolgt von Abfahrten mit Höhen von 46,9 m, 32,6 m und 30,5 m. Die Fahrtstrecke verläuft achtmal unter der Erde durch Tunnel. Sie ist mit 1963,5 m die drittlängste Holzachterbahn der Welt und die viertschnellste mit 109 km/h. Zusätzlich besitzt Voyage die meiste Airtime auf einer Holzachterbahn weltweit mit einer Dauer von 24,2 Sekunden und bietet drei 90° geneigte Kurven. 2006 gewann Voyage den „Best New Ride Award“ und 2007 die Auszeichnung „Best Wooden Coaster“ (dt.: Beste Holzachterbahn) bei den „Golden Ticket Awards“.

## Züge
The Voyage besitzt zwei Züge des Herstellers Philadelphia Toboggan Coasters mit jeweils sechs Wagen. In jedem Wagen können vier Personen (zwei Reihen à zwei Personen) Platz nehmen. Die Fahrgäste müssen mindestens 1,22 m groß sein, um mitfahren zu dürfen.
Die drei ursprünglichen, sieben-gliedrigen Züge wurden an den Park Six Flags Darien Lake verkauft und drehen dort auf der Achterbahn Predator ihre Runden.